# Adromischus alstonii
Adromischus alstonii és una espècie de planta suculenta del gènere Adromischus, que pertany a la família Crassulaceae.

## Taxonomia
Adromischus alstonii (Schönl. & Baker f.) C.A.Sm.va ser descrita per Christo Albertyn Smith i publicada a Bothalia. A Record of Contributions from the National Herbarium, Union of South Africa. Pretoria. iii. 638, 639.1939.